# Leptodactylus peritoaktites
Espèce
Statut de conservation UICN

 VU B1ab(iii) : Vulnérable
Leptodactylus peritoaktites est une espèce d'amphibiens de la famille des Leptodactylidae.

## Répartition
Cette espèce est endémique d'Équateur. Elle se rencontre dans les provinces d'Esmeraldas, de Manabí, de Pichincha, de Santo Domingo de los Tsáchilas, de Cotopaxi, d'Azuay et du Guayas,.

## Description
Leptodactylus peritoaktites mesure de 124 à 147 mm pour les mâles et de 115 à 133 mm pour les femelles.

## Étymologie
Son nom d'espèce, du grec ancien περίτος, peritos, « ouest », et ἀκτίτης, aktites, « habitant de la côte », lui a été donné en référence à son aire de répartition.

## Publication originale
- Heyer, 2005 : Variation and taxonomic clarification of the large species of the Leptodactylus pentadactylus species group (Amphibia: Leptodactylidae) from Middle America, northern South America, and Amazonia. Arquivos de Zoologia Sao Paulo, vol. 37, no 3, p. 269-348.